# Sint-Niklaaskerk (Drogenbos)

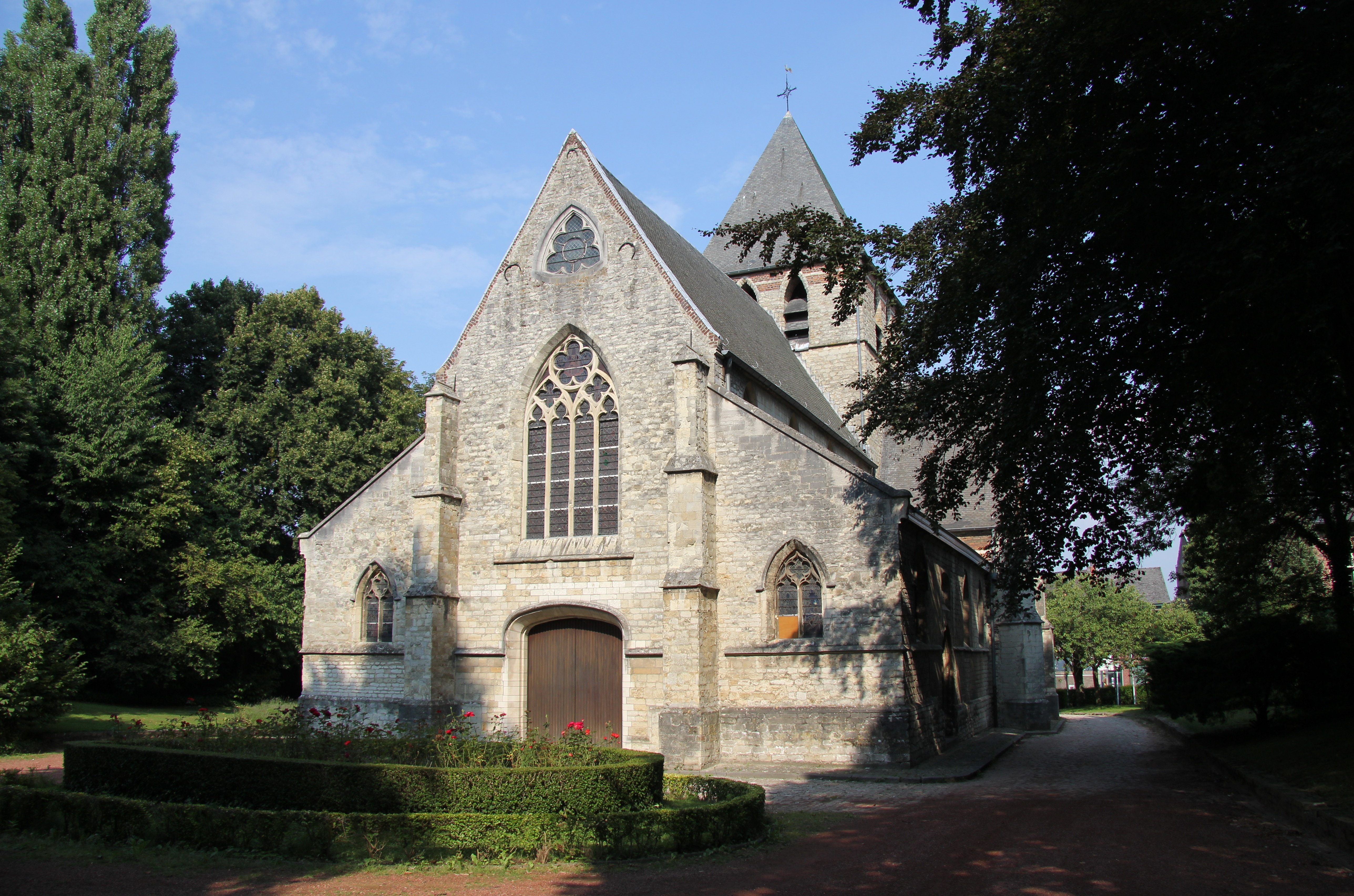
Sint-Niklaaskerk in Drogenbos

Die Sint-Niklaaskerk ist die römisch-katholische Pfarrkirche von Drogenbos in Belgien.

## Pfarrgeschichte
Pfarrlich war Drogenbos anfangs der Pfarre Ukkel unterstellt. Mitte des 14. Jahrhunderts wurde die Ortskirche errichtet.

1805 bekam das Dorf einen eigenen Pfarrer, und 1825 wurde Sint Niklaas zur Pfarre erhoben.
In den 1950er-Jahren wurde der die Kirche umgebende Friedhof stillgelegt, später endgültig aufgehoben und die Gräber umgebettet.
Die Pfarre gehört heute zum Dekanat Halle im Vikariat Flämisch-Brabant und Mecheln des Erzbistums Mecheln-Brüssel.

## Baugeschichte

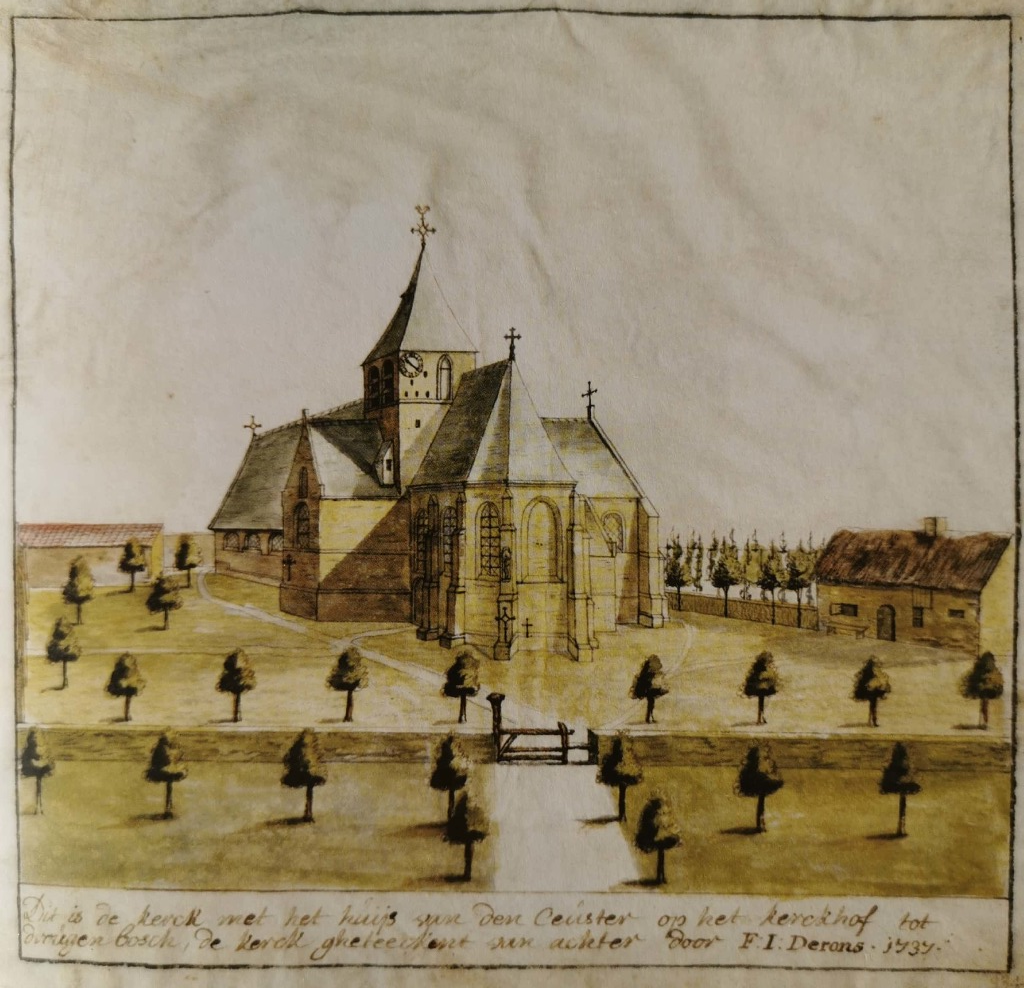
Zeichnung von Ferdinand-Joseph Derons aus dem Jahr 1737

Schiff und nördliche Sakristei datieren in das 15. Jahrhundert, in den folgenden Jahrhunderten wurde die Kirche mehrfach verändert und erweitert.
1855 kam es zu einer größeren Renovierung mit Umbauten, so wurde der Haupteingang am Westportal vermauert und auf die Nordseite verlegt. Im Laufe des 20. Jahrhunderts wurde die Kirche erneut mehrmals geändert, so etwa in den 60er Jahren der westliche Eingang wieder geöffnet.
Die Kirche steht seit 1938 unter Denkmalschutz, und seit 1945 mitsamt dem umgebenden – heute nurmehr in Form eines kleinen Parks erhaltenen – Friedhof unter Ensembleschutz (beschermde monumenten).
Für die nächsten Jahre steht eine neuerliche umfassende Restaurierung und bauliche Sicherung an.

## Baubeschreibung
Die Kirche ist im Stil der Brabanter Gotik gehalten. Es ist eine Kreuzkirche mit einem niedrigen Vierungsturm und einem dreischiffigen Langhaus. Das Kreuz auf dem Turm stammt aus der Kapelle der Burg von Beersel.

### Interieur
In der Kirche finden sich mehrere spätgotische Skulpturen (15. und 16. Jahrhundert). Das  Taufbecken datiert 1558, ein steinernes Weihwasserbecken stammt aus dem 15. Jahrhundert. Die Kirchenmöblierung ist neugotisch (Mitte des 19. Jahrhunderts). Das Gemälde Christus am Kreuz von Felix De Boeck, einem einheimischen Maler der Moderne, stammt von etwa 1960.